# Троглобионти
Троглобионти су организми који насељавају пећинске екосистеме и адаптирани су за живот у одсуству светлости. Адаптације обухватају веома осетљива и развијена хемијска чула (чуло мириса и чуло укуса), чуло слуха, као и паралелно смањење или потпуни губитак структура чије присуство не повећава вероватноћу преживљавања (пигментација, чуло вида). Познат пример троглобионта је човечја рибица.